# Campionato internazionale gran turismo 1960
La Coppa vetture gran turismo 1960 è stata la 1ª edizione della Campionato internazionale gran turismo organizzato dalla Federazione Internazionale dell'Automobile e riservato alle vetture gran turismo.

## Regolamento

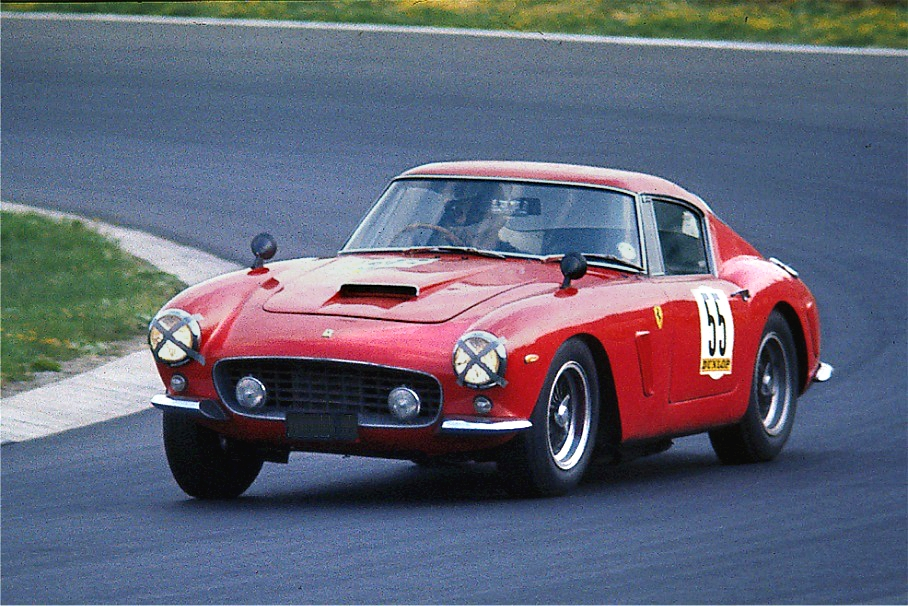
Una Ferrari 250 GT dominatrice della Divisione 6 nel 1960

Il regolamento per la stagione 1960 prevede che partecipino al Campionato vetture gran turismo raggruppate in sei divisioni in base alla cilindrata.
- Divisione 1 fino a 500cc: Berkeley SE Excelsior, Fiat 500, Steyr-Puch 500
- Divisione 2 fino a 700cc: BMW 700 S, Fiat-Abarth 700, NSU Prinz
- Divisione 3 fino a 1000cc: Alpine A110, Austin-Healey Sprite, Auto Union 1000S, Fiat-Abarth 750, Fiat-Abarth 850
- Divisione 4 fino a 1300cc: Alfa Romeo Giulietta SV, Alfa Romeo Giulietta SZ, Fiat 1100, Lancia Appia, Lotus Elite
- Divisione 5 fino a 2000cc: AC Ace Bristol, Alfa Romeo 1900, Fiat 8V, Maserati A6G, Morgan Plus 4, Porsche 356, Triumph TR3
- Divisione 6 oltre 2000cc: Aston Martin DB4, Austin-Healey 3000, Chevrolet Corvette, Ferrari 250 GT, Lancia Flaminia

## Risultati
| Nº | Gara                    | Vincitore assoluto        | Divisione 1 | Divisione 2 | Divisione 3 | Divisione 4 | Divisione 5 | Divisione 6 | Note           |
| -- | ----------------------- | ------------------------- | ----------- | ----------- | ----------- | ----------- | ----------- | ----------- | -------------- |
| 1  | 4 Ore di Sebring        | Fiat-Abarth (750)         | Fiat        |             | Fiat-Abarth |             |             |             |                |
| 2  | 12 Ore di Sebring       | Porsche (718)             |             |             |             | Alfa Romeo  | Porsche     | Ferrari     | Valida per CMS |
| 3  | 1000 km del Nürburgring | Maserati (Tipo 61)        |             |             |             | Lotus       | Porsche     | Ferrari     | Valida per CMS |
| 4  | 6 Ore di Hockenheim     | Fiat-Abarth (750)         | Fiat-Abarth | Fiat-Abarth | Fiat-Abarth |             |             |             |                |
| 5  | 24 Ore di Le Mans       | Ferrari (250 Testa Rossa) |             |             |             | Lotus       |             | Ferrari     | Valida per CMS |
| 6  | Gran Premio GT di Monza | Fiat-Abarth (700)         | Berkeley    | Fiat-Abarth | Fiat-Abarth |             |             |             |                |
| 7  | Tourist Trophy          | Ferrari (250 GT)          |             |             |             | Lotus       | Porsche     | Ferrari     |                |
| 8  | 500 km del Nürburgring  | Fiat-Abarth (850)         |             | Fiat-Abarth | Fiat-Abarth |             |             |             |                |
| 9  | Coppa Inter-Europa      | Ferrari (250 GT)          |             |             |             | Alfa Romeo  | Porsche     | Ferrari     |                |

## Classifiche

### Divisione 1
| Pos | Costruttore | Pr 1 | Pr 2 | Pr 3 | Pr 4 | Pr 5 | Pr 6 | Pr 7 | Pr 8 | Pr 9 | Totale |
| --- | ----------- | ---- | ---- | ---- | ---- | ---- | ---- | ---- | ---- | ---- | ------ |
| 1   | Fiat-Abarth |      |      |      | 8    |      | 4    |      |      |      | 12     |
| 2   | Fiat        | 8    |      |      |      |      | 3    |      |      |      | 11     |
| 3   | Berkeley    |      |      |      |      |      | 8    |      |      |      | 8      |
| 4   | Steyr-Puch  |      |      |      | 4    |      |      |      |      |      | 4      |

### Divisione 2
| Pos | Costruttore | Pr 1 | Pr 2 | Pr 3 | Pr 4 | Pr 5 | Pr 6 | Pr 7 | Pr 8 | Pr 9 | Totale |
| --- | ----------- | ---- | ---- | ---- | ---- | ---- | ---- | ---- | ---- | ---- | ------ |
| 1   | Fiat-Abarth |      |      |      | 8    |      | 8    |      | 8    |      | 24     |
| 2   | NSU         |      |      |      | 2    |      |      |      | 1    |      | 3      |
| 2   | BMW         |      |      |      |      |      |      |      | 3    |      | 3      |

### Divisione 3
| Pos | Costruttore   | Pr 1 | Pr 2 | Pr 3 | Pr 4 | Pr 5 | Pr 6 | Pr 7 | Pr 8 | Pr 9 | Totale |
| --- | ------------- | ---- | ---- | ---- | ---- | ---- | ---- | ---- | ---- | ---- | ------ |
| 1   | Fiat-Abarth   | 8    |      |      | 8    |      | 8    |      | 8    |      | 32     |
| 2   | DB            | 4    |      |      |      |      | 4    |      |      |      | 8      |
| 3   | Austin-Healey | 6    |      |      |      |      |      |      |      |      | 6      |
| 4   | Auto Union    |      |      |      | 3    |      |      |      | 1    |      | 4      |

### Divisione 4
| Pos | Costruttore | Pr 1 | Pr 2 | Pr 3 | Pr 4 | Pr 5 | Pr 6 | Pr 7 | Pr 8 | Pr 9 | Totale |
| --- | ----------- | ---- | ---- | ---- | ---- | ---- | ---- | ---- | ---- | ---- | ------ |
| 1   | Lotus       |      | 4    | 8    |      | 8    |      | 8    |      | 2    | 30     |
| 2   | Alfa Romeo  |      | 8    | 4    |      |      |      |      |      | 8    | 20     |

### Divisione 5
| Pos | Costruttore | Pr 1 | Pr 2 | Pr 3 | Pr 4 | Pr 5 | Pr 6 | Pr 7 | Pr 8 | Pr 9 | Totale |
| --- | ----------- | ---- | ---- | ---- | ---- | ---- | ---- | ---- | ---- | ---- | ------ |
| 1   | Porsche     |      | 8    | 8    |      |      |      | 8    |      | 8    | 32     |
| 2   | MG          |      |      |      |      |      |      | 4    |      |      | 4      |
| 2   | Arnolt      |      | 4    |      |      |      |      |      |      |      | 4      |
| 4   | Fiat        |      |      |      |      |      |      |      |      | 3    | 3      |
| 4   | AC          |      | 3    |      |      |      |      |      |      |      | 3      |
| 6   | Alfa Romeo  |      |      |      |      |      |      |      |      | 1    | 1      |

### Divisione 6
| Pos | Costruttore   | Pr 1 | Pr 2 | Pr 3 | Pr 4 | Pr 5 | Pr 6 | Pr 7 | Pr 8 | Pr 9 | Totale |
| --- | ------------- | ---- | ---- | ---- | ---- | ---- | ---- | ---- | ---- | ---- | ------ |
| 1   | Ferrari       |      | 8    | 8    |      | 8    |      | 8    |      | (8)  | 32     |
| 2   | Chevrolet     |      | 4    |      |      | 2    |      |      |      |      | 6      |
| 2   | Austin-Healey |      | 6    |      |      |      |      |      |      |      | 6      |
| 2   | Aston Martin  |      |      |      |      |      |      | 6    |      |      | 6      |
| 5   | Mercedes-Benz |      |      | 3    |      |      |      |      |      |      | 3      |